# جونيور (لاعب كرة قدم مواليد 1997)
جونيور (بالإسبانية: Junior)‏ هو لاعب كرة قدم إسباني، ولد في 4 يوليو 1997 في مدريد في إسبانيا. لعب مع أريناس غوتكسو.

## روابط خارجية
- جونيور على موقع ناشيونال فوتبول تيمز (الإنجليزية)
- جونيور على موقع Soccerway.com (الإنجليزية)